# Жохово (Челябинская область)
Жо́хово — деревня в Октябрьском районе Челябинской области России. Входит в состав Октябрьского сельского поселения.

## География
Деревня находится в восточной части Челябинской области, в лесостепной зоне, на северном берегу озера Лебяжье, на расстоянии примерно 8 км (по прямой) к северо-востоку от села Октябрьское, административного центра района. Абсолютная высота — 178 м над уровнем моря.
Часовой пояс
Деревня Жохово, как и вся Челябинская область, находится в часовой зоне МСК+2. Смещение применяемого времени относительно UTC составляет +5:00.

## Население
| 2002 | 2010 |
| ---- | ---- |
| 125  | ↘65  |

Гендерный состав
По данным Всероссийской переписи населения 2010 года, в гендерной структуре населения мужчины составляли 47,7 %, женщины — соответственно 52,3 %.
Национальный состав
Согласно результатам переписи 2002 года, в национальной структуре населения русские составляли 61 %.

## Улицы
Уличная сеть деревни состоит из одной улицы (ул. Жоховская).